# Param Vir
Param Vir (* 6. Februar 1952 in Delhi) ist ein zeitgenössischer indischer Komponist. Der Künstler lebt derzeit in London.

## Leben und Werk
Param Vir wurde 1952 in Delhi geboren. Seine Mutter war eine Dichterin und angesehene Sängerin, sein Vater Elektronikingenieur und Mathematiker. Virs prägende Jahre im Elternhaus waren von indischer klassischer Musik bestimmt. Im Alter von 9 begann Vir, Klavierunterricht zu nehmen; mit 14 Jahren folgte Kompositionsunterricht.
Auf diesem Weg kam Vir erstmals mit zeitgenössischer westlicher Musik in Kontakt. Diese Einführung in die Komposition entfachte in dem Jungen eine große Leidenschaft und bestimmte von nun an sein kreatives Wirken.
Virs frühe Kompositionen weckten das Interesse von Peter Maxwell Davies, der ihn 1983 mit einem Stipendium zur Dartington Summer School einlud. Unter der Ermutigung von Maxwell Davies zog Param Vir 1984 nach London, um Komposition zu studieren. Der Ortswechsel zahlte sich sofort aus. Innerhalb von drei Jahren gewann Vir den Benjamin Britten Kompositionspreis (Aldeburgh), den Kucyna International Composition Prize (Boston), den Tippett Composition Award (Dartington) und den Performing Right Society Composition Prize (London).

### Der Opernkomponist
Seit den 1990er Jahren hebt Vir sich als Opernkomponist von beträchtlichem Talent und hoher Originalität heraus. Seine beiden einaktigen Opern - Broken Strings und Snatched by the Gods - waren von Hans Werner Henze für die Münchner Biennale 1992 in einer Inszenierung von Pierre Audi und der niederländischen Oper in Auftrag gegeben worden. Im folgenden Jahr erhielt Param Vir den Ernst von Siemens Kompositionspreis (München). Der Erfolg dieser beiden Opern zeigt sich an den zahlreichen Aufführungen beispielsweise der Almeida Opera (1996), der Scottish Opera (1998), der Berliner Staatsoper (1999) und der Musikwerkstatt Wien (1999). Im Jahr 2001 wurde die ursprüngliche Pierre Audi-Produktion von Muziektheater Transparant wiederbelebt und in Antwerpen, Rotterdam und Rouen aufgeführt. Param Virs erste abendfüllende Oper Ion wurde von der Aldeburgh Almeida Opera in Auftrag gegeben. Sie wurde beim Aldeburgh Festival im Jahr 2000 erstaufgeführt. Die erste vollständige Produktion der Oper wurde 2003 in einer Koproduktion zwischen dem Musiktheater Wales, den Berliner Festwochen und Opera National du Rhin aufgeführt. Die Premiere startete in der Saison 2003/2004 mit einer Reihe von sieben Aufführungen, bevor sie bei den Berliner Festspielen, im Linbury Studio des Royal Opera House, in Covent Garden und auf einer Tournee durch Großbritannien aufgeführt wurde.

### Weitere Werke
Das große Orchesterwerk Horse Tooth White Rock, das auf dem Leben des tibetischen Heiligen Milarepa aus dem 11. Jahrhundert basiert, wurde 1994 vom BBC Philharmonic Orchestra unter der Leitung von Peter Maxwell Davies in Auftrag gegeben und uraufgeführt. Es wurde unter anderem vom BBC Symphony Orchestra bei den BBC Proms 2005  aufgeführt.
Weitere bemerkenswerte Werke sind Ultimate Words - Infinite Song for Bariton Solo, Percussion Sextett and Piano, das im Auftrag des Berliner Festivals 1997 entstanden ist. Das Stück ist von den Schriften des dänischen Widerstandshelden Kim Malthe-Bruun aus dem Zweiten Weltkrieg inspiriert. Das Theatre of Magical Beans wurde 2003 von der Birmingham Contemporary Music Group in Auftrag gegeben und von einem Kritiker als „virtuoses und äußerst erfreuliches, lebensbejahendes Werk“ beschrieben. Es folgte 2005 Hayagriva, das im Amsterdamer Muziekgebouw vom Schönberg Ensemble uraufgeführt wurde. 2006 gab das BBC Symphony Orchestra unter der Leitung von Alexander Rumpf die Uraufführung von Between Earth and Sky. Das Stück ist inspiriert von Anish Kapoors Chicagoer Skulptur Cloud Gate. Es wurde vom Sunday telegraph hochgelobt: „Selbst in einer ruhigen, verzückten Reflexion am Ende wird die Musik von einem strukturellen Rückgrat gehalten, das eine fruchtbare Beschäftigung mit Kapoor suggeriert“.
In Bezug auf seine Oper Ion formuliert Param Vir sein künstlerisches Credo: „Mein Gefühl von Zeit trennt nicht Gegenwart, Vergangenheit und Zukunft; für mich ist das alles Gegenwart, so Param Vir. Wirkliche Kunstwerke transzendieren Zeit und Ort.“